# キム・ダウル
キム・ダウル（Kim Daul、김다울、1989年5月31日 - 2009年11月19日）は、韓国のソウル特別市出身の女性ファッションモデル。ネクスト・モデル・マネージメント、ストーム・モデル・マネージメントに所属し、フランスのパリを中心に活動していた。

## 経歴
1989年5月31日にソウルで生まれた。ダウルはイギリス版『ヴォーグ』や『i-D』『Dazed & Confused』などの雑誌で定期的に特集された。韓国では2007年8月、2008年5月号の『ヴォーグ』、2008年7月号『ハーパーズバザー』の表紙を飾った。2007年にパリ・コレクションで国際的なショーモデルとしてデビューした。
カール・ラガーフェルド、ヴィヴィアン・ウエストウッド、シャネル、アレキサンダー・マックイーン、クリストファー・ケインなどのトップデザイナーは最新コレクションで一貫してダウルを起用した。H&M、ギャップ、ラルフ・ローレンでも若干の仕事をした。2008年に雑誌『Anan』に「今年のモデル」と名づけられた。
韓国版『I Am A Model』シーズン3に出演した。2009年6月号『i-D』にヌードで登場し、母国の韓国で批評を巻き起こした。2009年にパリに引っ越し、エージェンシー、ネクストに入った。ダウルは死の前に、オーストラリアの雑誌『Russh』2009年11月号の表紙を飾っていた。

### 死去
2009年11月19日、ダウルはパリの自宅アパートにて首を吊って死亡しているのが見つかった。まだ20歳であった。パリの検察は、ダウルの死因は自殺であると発表した。ダウルは長い間、落ち込み失望で苦しんでおり、自身のウェブサイト上にその失望を表した絵を発表していた。そして、ブログに自傷行為と自殺に関する自己恐怖の乱暴な文章を投稿した、「私は私の顔を壊すつもりであることを掲示した･･･ダウルとしての私の人生は、とても惨めで孤独だった。もう1つの世界で私の孤独に加わって。私はあなた達全員を愛している。ダウル。」。後にこれに「冗談、私は元気。少し疲れている」と付け加えた。ダウルは不眠症を患っていることを説明し、自分自身を拷問するのが好きなことも認めた。ニューヨーク・ファッションウィークが行われている2009年10月に、ブログで自身のことを「ひどく落ち込んで、過度に働かされた」と言い、ブログへの投稿をやめた。ダウルは2009年に自殺した9人目の韓国の有名人となった。

## 波紋
その死は、ダウルの他にもノエミ・ルノワールの自殺未遂、アンブローズ・オルセンの自殺、マリー・コールの自殺、ルスラナ・コルシュノワの自殺、リナ・マルランダの自殺、トム・ニコンの自殺などといった、同時期のファッション界に多発していたモデルの自殺事件の一例として言及されるなどしている。

## 私生活
ダウルは熱心な画家でもあり、2007年8月10日に自国のソウルでアートワークの単独展示会を開いた。クラウス・キンスキーの映画のファンでもある。ダウルは左手の内側に星のタトゥーがあった。